# Santa Bárbara (Pangasinán)
Santa Bárbara  (Bayan ng Santa Barbara - Ili ti Santa Barbara)  es un municipio filipino de primera categoría, situado en la isla de Luzón. Forma parte de la provincia de Pangasinán situada en la Región Administrativa de Ilocos, también denominada Región I.

## Geografía
Municipio  situado en el norte de la provincia que forma parte del  Área Metropolitana de Dagupán.
Linda al norte con los municipios de Mangaldán y de Mapandán; al sur con el de Malasiqui; al este con el de Urdaneta; y al oeste con el de Calasiao

### Barangays
El municipio de Santa Bárbara se divide, a los efectos administrativos, en 29 barangayes o barrios, conforme a la siguiente relación:
| - Alibago - Balingueo - Banaoang - Banzal - Botao - Cablong - Carusocán - Dalongue | - Erfe - Gueguesangen - Leet - Malanay - Maningding - Maronong - Maticmatic - Minien del Este | - Minien del Oeste - Nilombot - Patayac - Payas - Población del Norte - Población del Sur | - Sapang - Sonquil - Tebag del Este - Tebag del Oeste - Tuliao - Ventinilla, o Ventinilla del Este - Primicias, o Ventinilla del Oeste |  |

## Historia
Santa Bárbara de Tolong fue  fundada el 30 de octubre de 1741.

## Ayuntamiento
- Alcalde: Carlito S. Zaplan
- Vicealcalde: Raymundo T. Santos

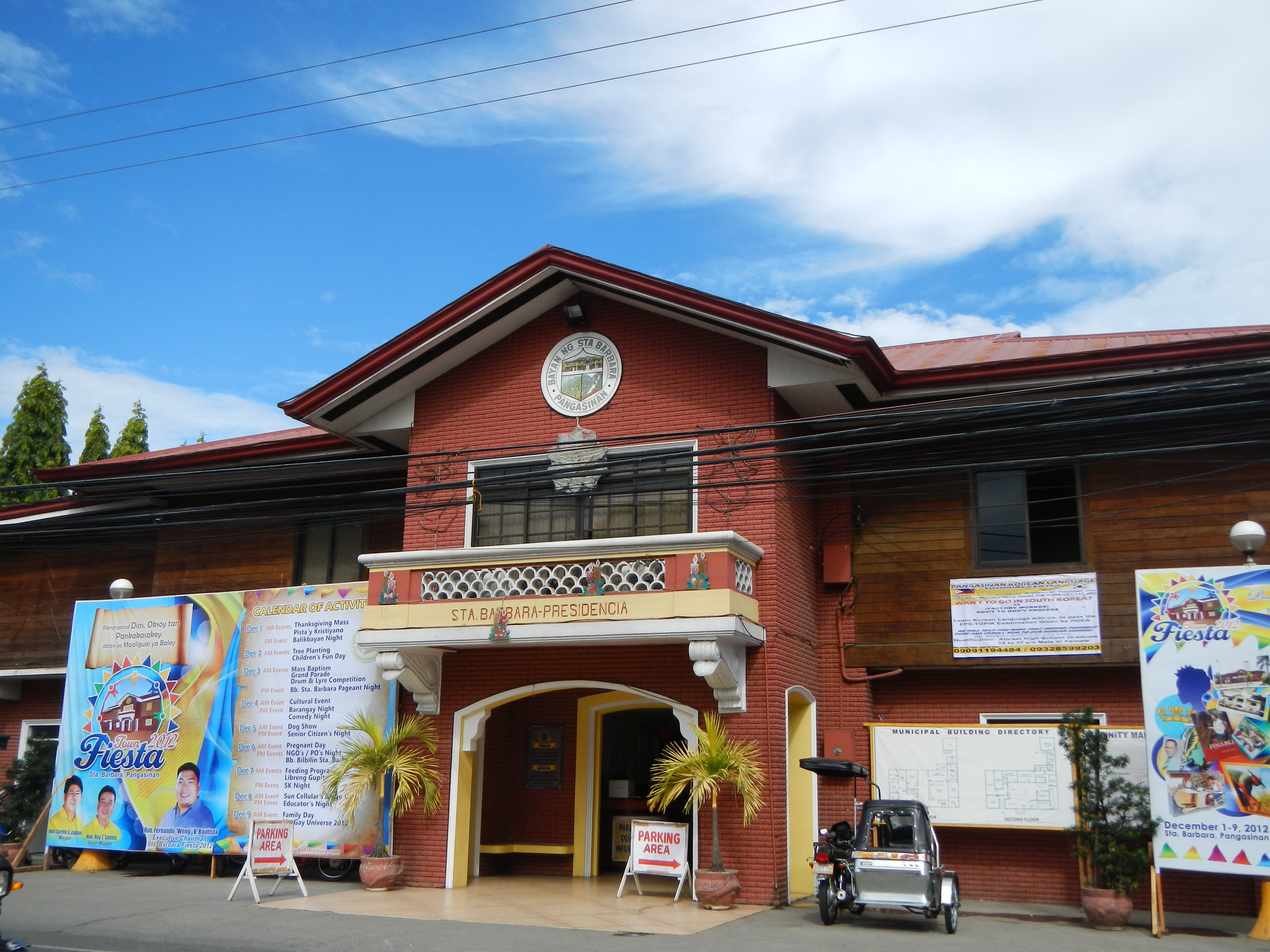
Ayuntamiento

- Concejales (Sangguniang Bayan Members), encabezada por Raymundo “Rey” T. Santos:
  - Emmanuel “Emm” T. Cabangon
  - Joel F. delos Santos
  - Norman “Manok” Q. Dalope
  - Isagani “Sonny” L. Ico
  - Fernando “Weng” V. Bautista
  - Rogelio “Roger” Navarro
  - Jose Miraflor “Ampoy” Ocampo
  - Rolando “Pusa “ T. Pasaoa

## Patrimonio

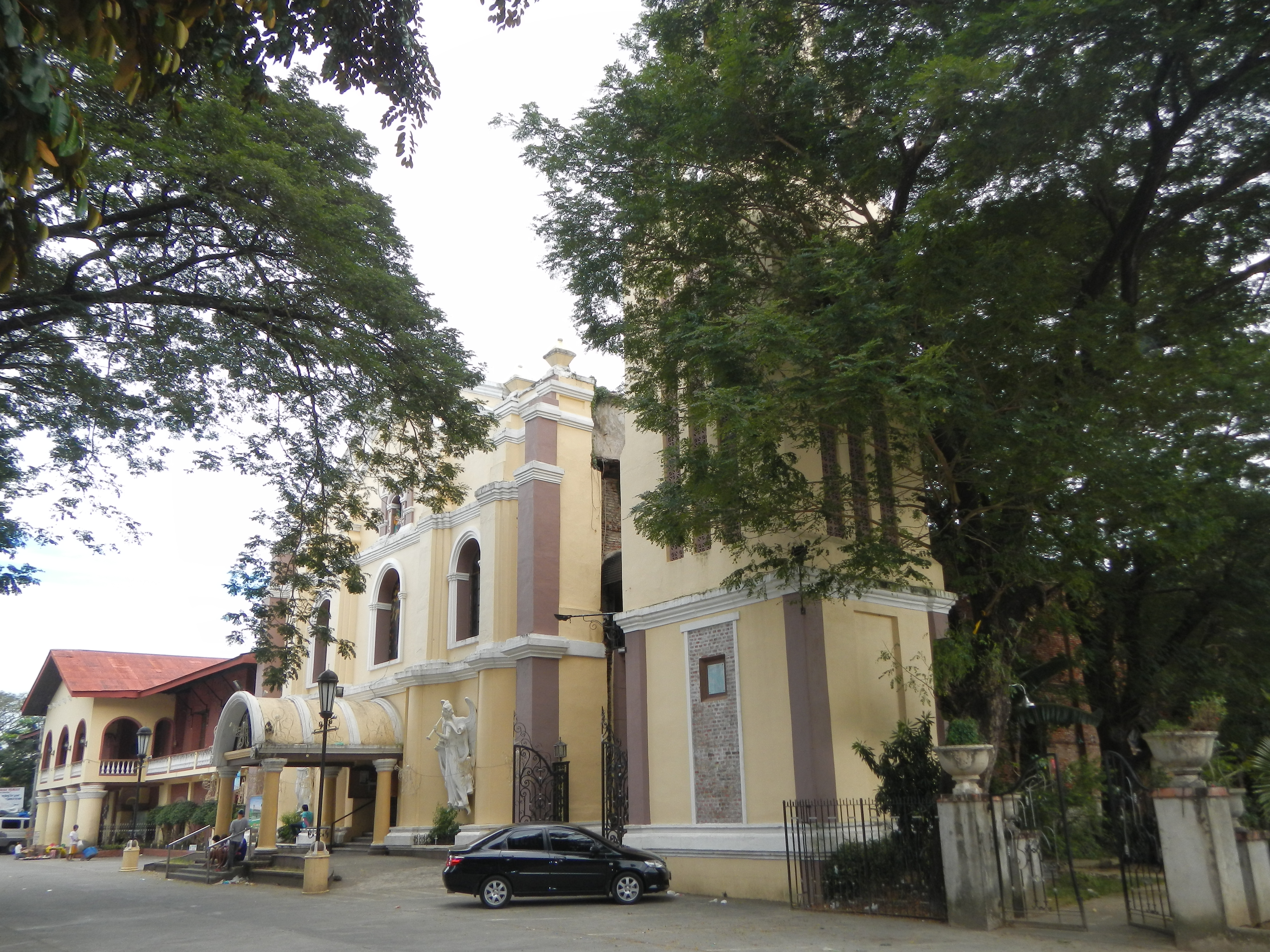
Iglesia de la Sagrada Familia.

La iglesia parroquial católica fue construida en 1716 bajo la advocación de la Sagrada Familia, pertenece a la Tercera Vicaría de la Arquidiócesis  de Lingayen-Dagupán.